# There Will Come Soft Rains
« There Will Come Soft Rains » (Viendront de douces pluies) est un poème lyrique de Sara Teasdale sur l'établissement par la nature d'un nouvel ordre pacifique qui sera indifférent à l'issue de la guerre ou à l'extinction de l'humanité. L'œuvre a été publiée pour la première fois dans le numéro de juillet 1918 du Harper's Monthly Magazine, juste après le début de l'offensive allemande du printemps de 1918, pendant la Première Guerre mondiale et durant la pandémie de grippe de la même année.
Il fut plus tard révisée et doté du sous-titre « War Time » (Temps de Guerre) dans son recueil Flame and Shadow de 1920 . Ce sous-titre fait référence à plusieurs de ses poèmes, tous contenant « War Time » dans leurs titres et publiés durant la Première Guerre mondiale. On peut penser en particulier à « Spring In War Time » publié dans son anthologie de 1915 Rivers to the Sea. Les deux poèmes, à l'exclusion de toutes les autres œuvres de Teasdale, sont apparus ensemble dans deux anthologies de poésie de la Première Guerre mondiale, A Treasury of War Poetry: British and American Poems of the World War, 1914–1917 publiée en 1917, et Poems of the War and the Peace publiée en 1921.

## Texte
Le sous-titre « War Time », absent de la publication originale du poème dans le magazine Harper's Monthly (1918), apparaît dans l'anthologie Flame and Shadow (1920). De même, « circling » (volant en décrivant des cercles) à la deuxième ligne a remplacé « calling » (appelant) dans la publication originale. Les guillemets inclus dans le titre, sont une convention stylistique suivie par l'autrice pour indiquer que celui-ci n'est autre que les premiers mots du poème.

Le poème comprend six strophes, chacune composée d'un distique rimé en tétramètres irréguliers.
« "There Will Come Soft Rains"
(War Time)
There will come soft rains and the smell of the ground,

And swallows circling with their shimmering sound;
And frogs in the pools singing at night,

And wild plum-trees in tremulous white;
Robins will wear their feathery fire

Whistling their whims on a low fence-wire;
And not one will know of the war, not one

Will care at last when it is done.
Not one would mind, neither bird nor tree

If mankind perished utterly;

And Spring herself, when she woke at dawn,
Would scarcely know that we were gone. »
« Viendront de douces pluies
(Temps de Guerre)
Viendront de douces pluies et l'odeur de la terre,

Et les hirondelles voleront avec leur son chatoyant ;
Et les grenouilles dans les mares chantant la nuit,

Et les prunier sauvages dans leur blanc tremblotant ;
Les Rouges-gorges porteront leurs plumes de feu,

Sifflotant leurs caprices sur le fil d'une barrière basse ;
Et nul ne connaîtra la guerre, pas un seul

Ne s'en souciera finalement quand ce sera fait
Nul n'y prêtera attention, ni les oiseaux ni les arbres

Si l'humanité périssait totalement ;

Et Printemps elle-même, quand elle s'éveille à l'aube,
Ne saura guère que nous sommes partis. »

### Le sous-titre «War Time» et le thème de la guerre
La loi sur la sédition de 1918 (en), promulguée deux mois avant la publication originale de « There Will Come Soft Rains », a rendu criminel le fait de « prononcer, imprimer, écrire ou publier volontairement tout langage déloyal, profane, grossier ou abusif sur la forme du gouvernement des États-Unis »  et a forcé Teasdale à exprimer son opposition à la Première Guerre mondiale de manière détournée dans ce qui pourrait ressembler à un poème pastoral. Cette loi sur la sédition ayant été abrogée le 13 décembre 1920, Flame and Shadow est tombé sous le même régime de censure que la publication originale. Mais Teasdale a tout de même révisé son œuvre en la sous-titrant « War Time »  pour rendre plus explicite le thème de la guerre qui y est implicitement traité. Un acte qui aurait pu l'exposer à des poursuites pénales.

## Adaptations
Une nouvelle de 1950 par Ray Bradbury partage son titre avec le poème, ainsi que ses thèmes en plus de le citer en intégralité dans son texte.